# Epidromia glaucescens
Epidromia glaucescens là một loài bướm đêm trong họ Erebidae.